# Раккуя
Раккуя (итал. Raccuja) — коммуна в Италии, располагается в регионе Сицилия, в провинции Мессина.
Население составляет 1389 человек (2008 г.), плотность населения составляет 56 чел./км². Занимает площадь 25 км². Почтовый индекс — 98067. Телефонный код — 0941.
В коммуне 21 сентября особо празднуется Рождество Пресвятой Богородицы (Maria SS. Annunziata).

## Демография
Динамика населения:

## Администрация коммуны
- Официальный сайт: